# Emeraude (foguete)

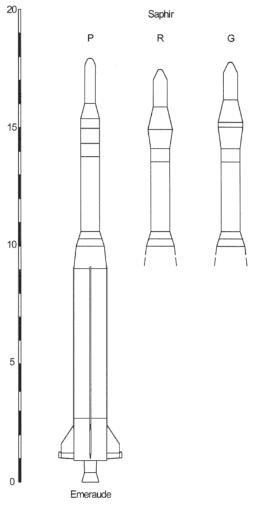
As variantes do foguete Saphir / Emeraude.

O Emeraude ou Émeraude, (palavra francesa para esmeralda), foi um foguete de sondagem, desenvolvido pela França, em meados da década de 60, O Emeraude, foi a primeira experiência com combustíveis líquidos da família de foguetes com nomes de pedras preciosas, usando a experiência adquirida com os foguetes Veronique e Vesta.
O VE121 Emeraude, usava a mesma combinação de propelentes dos antecessores, ou seja, HNO3 e Terebintina. O diâmetro desse modelo era de 1,40 m
e o empuxo obtido de 280 kN (maior que o do Vesta), sendo o motor alimentado por pressurização dos tanques de combustível. Os principais objetivos eram: o teste
de propulsão a combustívies líquidos de alta potência e a orientação usando movimentos do motor nos dois eixos e superfícies de controle aerodinâmico. Durante os
testes, o último estágio era um modelo inerte do foguete Topaze.
Os primeiros três lançamentos ocorreram em 1964, resultando em falhas, causadas basicamente pela ignorância na época do efeito pogo e
vazamentos. Esses problemas foram corrigidos, e já em meados de 1965, os últimos dois lançamentos foram bem sucedidos.